# برنیروو
برنیروو (به چکی: Brnířov) یک منطقهٔ مسکونی در جمهوری چک است که در ناحیه دوماژلیتسه واقع شده‌است. برنیروو ۲٫۷ کیلومتر مربع مساحت، ۳۳۵ نفر جمعیت دارد و ۴۶۱ متر بالاتر از سطح دریا واقع شده‌است.